# Sant Africa (Tarn)
Sant Africa de las Montanhas (en francès Saint-Affrique-les-Montagnes) és un municipi francès, de la regió d'Occitània i del departament del Tarn.

## Demografia
| 1962                                       | 1968 | 1975 | 1982 | 1990 | 1999 | 2007 |
| ------------------------------------------ | ---- | ---- | ---- | ---- | ---- | ---- |
| 329                                        | 354  | 311  | 351  | 438  | 600  | 714  |
| Des de 1962: població sense dobles comptes |      |      |      |      |      |      |

## Administració
| Període | Identitat          | Partit |
| ------- | ------------------ | ------ |
| 2006-   | Christian Carrière |        |